# Le Gicq
Le Gicq é uma comuna francesa na região administrativa da Nova Aquitânia, no departamento de Charente-Maritime. Estende-se por uma área de 5,97 km². Em 2010 a comuna tinha 118 habitantes (densidade: 19,8 hab./km²).